# Grand Prix Formule 1 van Frankrijk 1989
De Grand Prix Formule 1 van Frankrijk 1989 werd gehouden op 9 juli 1989 op Paul Ricard.

## Uitslag
| Positie | Nummer | Rijder                | Team                  | Ronden | Tijd/Opgave      | Startplaats | Punten |
| ------- | ------ | --------------------- | --------------------- | ------ | ---------------- | ----------- | ------ |
| 1       | 2      | Alain Prost           | McLaren-Honda         | 80     | 1:38:29.411      | 1           | 9      |
| 2       | 27     | Nigel Mansell         | Ferrari               | 80     | + 44.017         | 3           | 6      |
| 3       | 6      | Riccardo Patrese      | Williams-Renault      | 80     | + 1:06.921       | 8           | 4      |
| 4       | 4      | Jean Alesi            | Tyrrell-Ford          | 80     | + 1:13.232       | 16          | 3      |
| 5       | 36     | Stefan Johansson      | Onyx-Ford             | 79     | + 1 Ronde        | 13          | 2      |
| 6       | 26     | Olivier Grouillard    | Ligier-Ford           | 79     | + 1 Ronde        | 17          | 1      |
| 7       | 10     | Eddie Cheever         | Arrows-Ford           | 79     | + 1 Ronde        | 25          |        |
| 8       | 11     | Nelson Piquet         | Lotus-Judd            | 78     | + 2 Rondes       | 20          |        |
| 9       | 20     | Emanuele Pirro        | Benetton-Ford         | 78     | + 2 Rondes       | 24          |        |
| 10      | 3      | Jonathan Palmer       | Tyrrell-Ford          | 78     | + 2 Rondes       | 9           |        |
| 11      | 29     | Éric Bernard          | Larrousse-Lamborghini | 77     | + 3 Rondes       | 15          |        |
| 12      | 9      | Martin Donnelly       | Arrows-Ford           | 77     | + 3 Rondes       | 14          |        |
| 13      | 37     | Bertrand Gachot       | Onyx-Ford             | 76     | Motor            | 11          |        |
| NF      | 15     | Maurício Gugelmin     | March-Judd            | 71     | Niet geklasseerd | 10          | S      |
| NF      | 8      | Stefano Modena        | Brabham-Judd          | 67     | Motor            | 22          |        |
| NF      | 5      | Thierry Boutsen       | Williams-Renault      | 50     | Versnellingsbak  | 5           |        |
| NF      | 12     | Satoru Nakajima       | Lotus-Judd            | 49     | Motor            | 19          |        |
| NF      | 16     | Ivan Capelli          | March-Judd            | 43     | Motor            | 12          |        |
| NF      | 19     | Alessandro Nannini    | Benetton-Ford         | 40     | Ophanging        | 4           |        |
| NF      | 23     | Pierluigi Martini     | Minardi-Ford          | 31     | Motor            | 23          |        |
| NF      | 30     | Philippe Alliot       | Larrousse-Lamborghini | 30     | Motor            | 7           |        |
| NF      | 40     | Gabriele Tarquini     | AGS-Ford              | 30     | Motor            | 21          |        |
| NF      | 28     | Gerhard Berger        | Ferrari               | 29     | Koppeling        | 6           |        |
| NF      | 21     | Alex Caffi            | Dallara-Ford          | 27     | Koppeling        | 26          |        |
| NF      | 25     | René Arnoux           | Ligier-Ford           | 14     | Versnellingsbak  | 18          |        |
| NF      | 1      | Ayrton Senna          | McLaren-Honda         | 0      | Differentieel    | 2           |        |
| NQ      | 22     | Andrea de Cesaris     | Dallara-Ford          |        |                  |             |        |
| NQ      | 24     | Luis Perez-Sala       | Minardi-Ford          |        |                  |             |        |
| NQ      | 38     | Christian Danner      | Rial-Ford             |        |                  |             |        |
| NQ      | 31     | Roberto Moreno        | Coloni-Ford           |        |                  |             |        |
| PQ      | 17     | Nicola Larini         | Osella-Ford           |        |                  |             |        |
| PQ      | 7      | Martin Brundle        | Brabham-Judd          |        |                  |             |        |
| PQ      | 39     | Volker Weidler        | Rial-Ford             |        |                  |             |        |
| PQ      | 34     | Bernd Schneider       | Zakspeed-Yamaha       |        |                  |             |        |
| PQ      | 18     | Piercarlo Ghinzani    | Osella-Ford           |        |                  |             |        |
| PQ      | 32     | Pierre-Henri Raphanel | Coloni-Ford           |        |                  |             |        |
| PQ      | 35     | Aguri Suzuki          | Zakspeed-Yamaha       |        |                  |             |        |
| PQ      | 33     | Gregor Foitek         | EuroBrun-Judd         |        |                  |             |        |
| PQ      | 41     | Joachim Winkelhock    | AGS-Ford              |        |                  |             |        |

## Wetenswaardigheden
- De race werd herstart vanwege een crash met onder anderen Nigel Mansell en Mauricio Gugelmin, waarbij Gugelmin over de kop vloog.  Alle betrokken wagens konden weer deelnemen aan de herstart.
- Onyx behaalde haar eerste punten.

## Statistieken
| Pole-position | Alain Prost       | McLaren-Honda | 1:07.203 |
| Snelste ronde | Maurício Gugelmin | March-Judd    | 1:12.090 |

## Noot
- Dit was het debuut van de Franse coureur (en toekomstig Grand Prix-winnaar) Jean Alesi, de Italiaanse coureur Emanuele Pirro, de Franse coureur Éric Bernard, en de Britse coureur Martin Donnelly.
- Eerste snelste ronde voor Maurício Gugelmin.
- Driehonderdste podiumplaats voor een Britse coureur.
- Alain Prost vestigde een nieuw record door nu 1.970 rondes als raceleider te hebben gereden. Daarmee verbrak hij het oude record van Jim Clark, die 1.943 rondes als raceleider had gereden.

1906 · 1907 · 1908 · 1912 · 1913 · 1914 · 1921 · 1922 · 1923 · 1924 · 1925 · 1926 · 1927 · 1928 · 1929 · 1930 · 1931 · 1932 · 1933 · 1934 · 1935 · 1936 · 1937 · 1938 · 1939 · 1947 · 1948 · 1949 · 1950 · 1951 · 1952 · 1953 · 1954 · 1956 · 1957 · 1958 · 1959 · 1960 · 1961 · 1962 · 1963 · 1964 · 1965 · 1966 · 1967 · 1968 · 1969 · 1970 · 1971 · 1972 · 1973 · 1974 · 1975 · 1976 · 1977 · 1978 · 1979 · 1980 · 1981 · 1982 · 1983 · 1984 · 1985 · 1986 · 1987 · 1988 · 1989 · 1990 · 1991 · 1992 · 1993 · 1994 · 1995 · 1996 · 1997 · 1998 · 1999 · 2000 · 2001 · 2002 · 2003 · 2004 · 2005 · 2006 · 2007 · 2008 · 2018 · 2019 · 2021 · 2022